# Grazay

Grazay este o comună în departamentul Mayenne, Franța. În 2009 avea o populație de 599 de locuitori.